# Cal Marquès (Pau)
Cal Marquès és una casa del municipi de Pau (Alt Empordà) declarada bé cultural d'interès nacional.

## Descripció
Situat dins del nucli urbà de la població de Pau, amb accés des de la plaça Major i formant cantonada amb el carrer de Na Isabel.
Gran casal de planta rectangular i dos pisos d'alçada amb terrabastall, organitzat en tres crugies. La teulada és de dues vessants amb el carener paral·lel a la façana principal, orientada a ponent, i ràfec de teula. Presenta les cantonades decorades amb carreus disposats de cap i través. A l'extrem septentrional de la façana hi ha la porta d'accés, amb els muntants i la llinda de pedra calcària ben tallada. La llinda té al centre una dovella amb reclau. Als costat hi ha dues portes rectangulars, una centrada i l'altra a l'extrem meridional, obertes o modificades modernament. A la primera planta hi ha dos finestrals d'obertura rectangular, emmarcats amb carreus ben escairats i llinda plana, amb sortida a dos balcons amb barana de ferro. De les obertures del pis superior destaca la finestra situada més al nord, quadrada i amb el brancal de pedra. La resta són obertes modernament. A l'extrem meridional de la façana sobresurt, fins a l'altura del primer pis, un cos semicilíndric força malmès, corresponent a les restes d'un pou obert. La façana sud ha estat força reformada, arrebossada i pintada de color ataronjat. Destaquen les dues finestres de la planta baixa bastides amb maons. La resta d'obertures són obertes modernament. En canvi, la façana nord presenta, al nivell del pis, dues petites finestres quadrades, amb els brancals bastits amb carreus i arc de mig punt de maons tapiat, i una altra finestra de les mateixes característiques, tapiada. Al mig del parament hi ha un gran contrafort de pedra. Adossat a la mateixa façana hi ha un cos de planta rectangular i d'una sola planta, amb coberta a dues vessants i ràfec de tortugada de teula vidriada verda. Aquesta estructura també s'adossa al mur nord de l'església parroquial de Sant Martí.
Interiorment, la planta baixa estava destinada al bestiar, amb una gran sala coberta amb volta de canó de pedra morterada, amb empremtes del canyís i un arc toral. Al costat de migdia hi resta una espitllera. La sala principal, situada a la primera planta, presenta una volta de llunetes i una fornícula decorada amb motllures. Una minúscula estança, anomenada popularment "la presó", ha estat completament alterada.
L'edifici és construït amb pedra lligada amb morter de calç. Una lliça delimitada per un alt mur s'estén davant la façana principal.

## Història
Casa moderna edificada sobre el solar de l'antic castell dels senyors de Pau, que tenien una casa forta a tocar a l'església de Sant Martí. L'actual casa ja es documenta vers l'any 1279.
Del llinatge dels Pau hi ha notícia del 1128 quan Guillem Ramon de Pau, de "Pavo", signa com a testimoni en un document relatiu al comtat d'Empúries. Altres notícies del mateix personatge són dels anys 1130 i 1138 i del 1154 de Guillem de Pau, potser fill seu. L'any 1320 consta que Guillem de Pau reté homenatge al bisbe per raó de tres parts del delme "de raïms" de la parròquia de Sant Martí de Pau. L'any 1462 era senyor del lloc Joan de Pau, cosí del bisbe Joan de Margarit, home de confiança de la reina Joana Enríquez, ja que li confià missions delicades i importants. El 1524 Francesc de Rocabertí, fill segon del vescomte Felip Dalmau, heretà la baronia de Pau de la seva mare Beatriu de Pau. Aquesta branca dels Rocabertí posseïa el lloc encara l'any 1698. En aquesta època Pau figura com a propi del comte d'Empúries, però amb la jurisdicció civil en poder de Francesc de Rocabertí i e Pau.
Dels Pau sortí una branca molt important, amb casal a la ciutat de Girona, de la qual era, segurament, el bisbe Joan de Pau, continuador de l'obra de la Seu al segle xv. També crearen llinatges a Perpinyà, a Barcelona i a Sant Mateu del Maestrat.
A l'església de Pau hi ha un ossari i unes làpides sepulcrals pertanyents a personatges de la senyoria de Pau, datats a la primera meitat del segle xiv.
Avui dia no s'hi observen restes de la fortificació anterior.